# Адебајо Акинфенва
Сахед Адебајо Акинфенва (рођен 10. маја 1982) је професионални енглески фудбалер који игра нападача у ЕФЛ Лиги 1 у фудбалском клубу Вајкомб Вандерерс.

## Биографија
Акинфенва је своју фудбалску каријеру започео у енглеском клубу Донкаст Роверс, такође играо је у нижим лигама у Литванији и Велсу. После успешне сезоне у Вајкомб Вандерерсу прелази Торквај Јунајтед. Показао се као одличан нападач, али напушта клуб и прелази у Свонзи. Након што је две сезоне провео у Свонзију, придружио се Милволу из прве лиге, а касније се преселио у Нортхамптон. Акинфенва је провео шест година пребацујући се из Нортхамптона у Гилнгхем, где је његова голгетерска способност још увек била на завидном нивоу. У јуну 2014. потписао је за АФЦ Вимблдон, а две године касније за Вајкомб Вандерерс.

## Приватни живот
Акинфенва је рођен у Ислингтону (Север Лондона), а пореклом је из Нигерије. Његов отац је муслиманске вероисповести а мајка му је хришћанка, када је Акинфенва био млад прослављао је Рамазан, сада је он ипак хришћанин. У младости, навијао је за Ливерпул и његов омиљени играч је био Џон Барнс.
Акинфенва такође има свој бренд одеће. Његову аутобиографију Мај Стори објавио 2017. године. Програмери чувене ФИФА игрице га сматрају најснажнијим фудбалером на свету.

## Клупска каријера

### Рана каријера
Као тинејџер, по предлогу свог менаџера Акинфенва потписује уговор са литванским клубом ФК Атлантас. Док је био у том клубу, постигао је победоносни гол у финалу литванског купа 2001. године, такође је две сезоне узастопно је играо квалификације у Уефиним такмичењима. Провео је две године у Литванији, али након тога се враћа у Велику Британију почетком 2003. године, где се придружио шампиону велшке Премиер лиге Бери Тауну. Акинфенва је помогао Бери Тауну да освоје велшки куп и да освоје сребрну медаљу из велшке премиер лиге. Међутим, само после неколико мечева у клубу, клуб је претрпео финансијску кризу и Акинфенва је био принуђен да промени клуб. Акинфенва након тога потписује уговор са Бостон Јунајтед-ом .У октобру 2003. године постиже победоносни гол у последњим минутама у дебију против Свиндон Таун-а за трофеј фудбалске лиге. Пошто није могао да се прилагоди у клубу, потписује за Лејтон Оријент, али је пуштен након месец дана. У децембру 2003. прешао је у свој пети клуб у једној сезони, у Донкаст Роверс.

### Торквај Јунајтед
У јулу 2004. године Акинфенва је променио клуб, потписавши уговор са Торквај Јунајтед-ом као замену за Дејвид Грејхем-а. Постигао је 14 лигашких голова током сезоне 2004–05, али није могао да помогне клубу да избегне испадање у другу лигу. Одбио је да потпише нови уговор са Торквајом на крају сезоне.

### Свонзи Сити
У јулу 2005. Акинфенва се прелази у Свонзи Сити, који је морао да плати £85000 за конпензацију. Свој дебитантски гол постигао је против Транмер Роверса, такође ово је био први гол који је био постигнут на новом стадиону Свонзија који је познат под именом „Стадион Слободе”. Постигао је победоносни гол у финалу трофеја фудбалске лиге 2006. године, у којем је Свонзи победио Карлис Јунајтед са 2-1. Такође је помогао Свонзију да стигне до финала плеј-офа за промоцију у прву фудбалску лигу енглеске у својој првој сезони у клубу. Након нерешеног резултата 2:2, меч је отишао у пенал серију, Акинфенва је био један од двојице играча Свонзија који су промашили казнене ударце, чиме је Барнсли добио унапређење у виши ранг такмичења. Следеће сезоне био је играч који је редовно играо у првој постави, све док му се није сломила десна нога у поразу од 2:0 код куће од Сканторп Јунајтеда. Том повредом је завршио ту сезону. 

### Милвол
На крају сезоне 2006–07, Акинфенва је одбио да продужи уговор са Свонзијем, и пристао да потпише за Свиндон Таун 29. јуна 2007. Међутим, није успео да прође медицински преглед. После периода рехабилитације у Гилинхему придружио се тиму из прве енглеске лиге такозваном Милволу на месечном уговору у новембру 2007.
Међутим, у седам утакмица није успео да постигне ниједан гол.

### Нортхамптон Таун
Акинфенва је 18. јануара 2008. године потписао уговор са Нортхамптон Тауном до краја сезоне 2007–08. Дебитовао је против Свиндон Тауна, где је ушао са клупе и постигао гол главом после корнера у последњим минутама за изједначење, меч је завршен резултатом 1:1. Потом је поново постигао погодак на дебију на домаћем терену, постигавши изједначење против Лидс Јунајтеда. Упркос томе што није играо у следећој утакмици против Јовил Тауна, започео је следећи меч на домаћем терену против Гилингхема и постигао два гола у победи од 4:0. Те сезоне се још три пута уписао на листу стрелаца.

### Гилингхем
29. јула 2010. Акинфенва потписује за Гилингхем једногодишњи уговор. На првој утакмици постиже гол ударцем главом против Челтнам Тауна. Док је био на Гилингхему, Акинфенва одлично играо у нападу са нападачем Коудијем Макдоналдом, њих двојица у тандему постижу заједно 36 голова те сезоне.

### Повратак у Нортхамптон Таун
Акинфенви је у Гиллингхаму био понуђен нови уговор на крају сезоне 2010-11, али је уместо тога изабрао повратак у Нортхамптон 25. маја 2011, након што га је нови менаџер Гери Џонсон довео да „Направи машту са навијачима“. Први гол постиже против Бристол Роверса 16. августа. 10. новембра 2012. године, у мечу против Акрингтон Стенлија, Акинфенва је постигао свој први, и две до данас професионални хет-трик. Три године касније, док је Нортхемптон био у тешкој финансиској ситуацији, Акинфенва је на аукцији продао мајицу коју је носио на мечу на којем је постигао 3 поготка и донирао зараду, прикупивши 440 фунти.
Он напушта Нортхамптон сезоне 2012–2013.

### Повратак у Гилингхем
Акинфенва је поново потписао уговор са Гилингхемом као слободан играч 2. јула 2013. Након поновљеним одличним партијама са Кодијем Макдоналдом и са 10 голова током сезоне 2013–14, он добија треће место за играче године у коме су учествовали навијачи као гласачи, Акинфенва је напустио клуб након што му је истекао једногодишњи уговор.

### АФК Вимблдон
АФК Вимблдон из друге фудбалске лиге енглеске 20. јуна 2014, потписује Акинфенву. У трећем колу ФА купа 5. јануара 2015. године, у којем је АФК Вимблдон био домаћин против Ливерпула, Акинфенва је изједначио против клуба за који навија од малена, та утакмица је завршена победом Ливерпула резултатом 1:2. 8. јуна 2015. године, Акинфенва је продужио уговор са Вимблдоном, одбијајући уносније понуде од клубова из прве енглеске лиге и Мајор Лиге. 30. маја 2016. године, након постизања гола из пенала у победи од 2:0 против Плајимут Аргајла у финалу плеј-офа Лиге 2, Акинфенва је ослобођен свог уговора.

У свом интервју после меча он је рекао за Скај Спорт: „Мислим да сам сада технички незапослен, па сви менаџери могу да ме зову на Вацап да ми понуде посао.“

### Вајкомб Вандерерс
Након његовог одласка из АФК Вимбледона, Акинфенва је потписује једногодишњи уговор за Вајкомб Вандерерсе.
У априлу 2018. био је номинован за награду за играча сезоне у другој фудбалској лиги енглеске.
У мају 2019. Вајкомб му је понудио нови уговор који прихвата 12. јуна.
Акинфенва је постао рекордни стрелац у историји Вајкомба у са невероватних 54 гола.
Акинфенва је сезону завршио промовисањем свог тима у виши ранг лиге, он је допринео екипи са 10 голова у сезони.
Акинфенва је потписао продужење уговора на годину дана са Вајкомбом 16. јула 2020.

## Трофеји и награде

### Клуб

#### Фк Атлантас
● Литвански куп: 2000-2001

#### Бери Таун
● Премиер лига Велса: 2002-2003
● Велшки куп: 2002-2003

#### Свонзи сити
● ЕФЛ трофеј: 2005-2006

#### АФК Вимблдон
● Енглеска фудбалска лига 2 плејоф: 2016

#### Вајкомб Вандерерс
● Енглеска фудбалска лига 1 плејоф: 2020

### Инвидуалне награде
● Награда за најбољег играча енглеске друге лиге
● Торквај Јунајтед играч године: 2015
● Нортхамптон Таун играч године: 2010
● АФК Вимблдон играч године: 2015
● Вајкомб Вандерерс играч сезоне: 2017,2018